# Kaoma
Kaoma er en musikgruppe fra Frankrig. 
Gruppen er mest kendt for hittet 'Lambada' fra 1989. Sangen er dog et plagiat, tyvstjålet fra den bolivianske folkemusik gruppe 'Los Kjarkas', som senere sagsøgte Kaoma for at tage sangen uden tilladelse.
Hittet 'Lambada' blev en stor succes i det meste af verden, også herhjemme i Danmark. Man har dog ikke hørt meget til dem senere hen i DK.

## Diskografi
- 1989 – World beat
- 1990 – World mix
- 1991 – Tribal pursuit

| Musikgruppe | Spire Denne artikel om en musikgruppe er en spire som bør udbygges. Du er velkommen til at hjælpe Wikipedia ved at udvide den. |